# Zoviet France
Zoviet France (также известные как :$OVIET:FRANCE:, Soviet France, :Zoviet-France: и в последнее время используется название :zoviet*france:) — музыкальная группа из Ньюкасл-апон-Тайн на северо-востоке Англии. Хотя их музыка часто диссонирует и состоит из индустриальных текстур, она также попадает в категорию эмбиентной музыки. Группа была образована в 1980 году и остается в значительной степени анонимной, в ее состав входил ряд участников; в настоящее время она состоит из соучредителей Бена Понтона и Марка Уоррена. Среди бывших участников были Нил Рэмшоу, Питер Дженсен, Робин Стори (который теперь записывается как Rapoon), Лиза Хейл, Паоло Ди Паоло, Марк Спайби (который теперь записывается как Dead Voices on Air) и Энди Эрдли. В 2005 году Стори, Спайби и Эрдли сформировали новую группу Reformed Faction.
Группа участвовала в андеграундной сцене кассет начала восьмидесятых. Упаковка их релизов часто была нетрадиционной, с использованием таких материалов, как рогожа, рубероид и алюминиевая фольга.
Группа написала музыку для фильма «Дикая страна» (2015) — псевдодокументального фильма, рассказывающего о последствиях резни в приграничном городе США и Мексики, в результате которой погибли все жители, за исключением фотографа-любителя, которого обвиняют в ее совершении. 29 декабря 2018 г. Zoviet France выступили в кинотеатре Star and Shadow Cinema на премьере фильма «Дикая страна» в Ньюкасле, в сопровождении одного из режиссеров фильма, Саймона Герберта.

## Дискография
| Год  | Название                                   | Лейбл                             |
| ---- | ------------------------------------------ | --------------------------------- |
| 1982 | Garista                                    | Self-released                     |
| 1982 | [untitled]                                 | Red Rhino Records                 |
| 1983 | Norsch                                     | Red Rhino Records                 |
| 1983 | Mohnomishe                                 | Red Rhino Records                 |
| 1984 | Eostre                                     | Red Rhino Records                 |
| 1985 | Popular Soviet Songs and Youth Music       | Red Rhino Records/Singing Ringing |
| 1985 | Gris                                       | No Man's Land                     |
| 1986 | Misfits, Loony Tunes and Squalid Criminals | Red Rhino Records                 |
| 1986 | Gesture Signal Threat                      | Red Rhino Records                 |
| 1987 | A Flock of Rotations                       | Red Rhino Records                 |
| 1987 | Assault and Mirage                         | Red Rhino Records                 |
| 1987 | Loh Land                                   | Staalplaat                        |
| 1988 | Shouting at the Ground                     | Red Rhino Records                 |
| 1990 | Look Into Me                               | Charrm                            |
| 1990 | Just an Illusion                           | Staalplaat                        |
| 1991 | Shadow, Thief of the Sun                   | DOVentertainment                  |
| 1991 | Vienna 1990                                | Charrm                            |
| 1992 | Collusion                                  | Mute Records                      |
| 1993 | What Is Not True                           | Charrm                            |
| 1996 | Digilogue                                  | Soleilmoon                        |
| 1996 | in.version                                 | Charrm                            |
| 1998 | Mort Aux Vaches: Feedback                  | Staalplaat                        |
| 2000 | The Decriminalisation of Country Music     | Tramway                           |
| 2003 | utdrag                                     | amino                             |
| 2008 | shteirlel                                  | King Worldwide via alt.vinyl      |
| 2012 | 7.10.12                                    | alt.vinyl                         |
| 2013 | The Tables Are Turning                     | Soleilmoon                        |